# Церковь иезуитов (Инсбрук)
Римско-католическая Церковь иезуитов (нем. Jesuitenkirche) в Инсбруке — церковь Святой Троицы недалеко от Старого университета, к востоку от старого города.

## История
Церковь была построена в 1627-1646 годах Карлом Фонтанером и Кристофом Гумпом Младшим вместо уже существовавших построек. Фасадные башни Фридриха Шахнера были подарены церкви Иоганном фон Зиберером в 1901 году. Церковь стала одним из ранних сооружений в стиле барокко в Инсбруке. Образцами для подражания фасада крестово-купольной церкви стали Иль-Джезу в Риме и новые соборы, построенные в Зальцбурге. Строгая структура фасада типична для церквей того времени.

## Место поклонения Святому Пирминию
Тело Святого Пирминиуса, который также являлся покровителем города, находится здесь с 1575 года. Он был выходцем из пфальцского монастыря Хорнбах, чей последний настоятель Антон фон Зальм спас реликвию в 1558 году из-за упразднения монастыря в Шпайере. Оттуда в 1575 году бывший президент имперского камерального суда Шпайера, а позднее губернатор Тироля — граф Швейкхард фон Хельфенштейн перевез ее в Инсбрук, где она и по сей день находятся в специальном месте иезуитской церкви, созданном Рудольфом Миллонигом в 1954 году.

## Орган

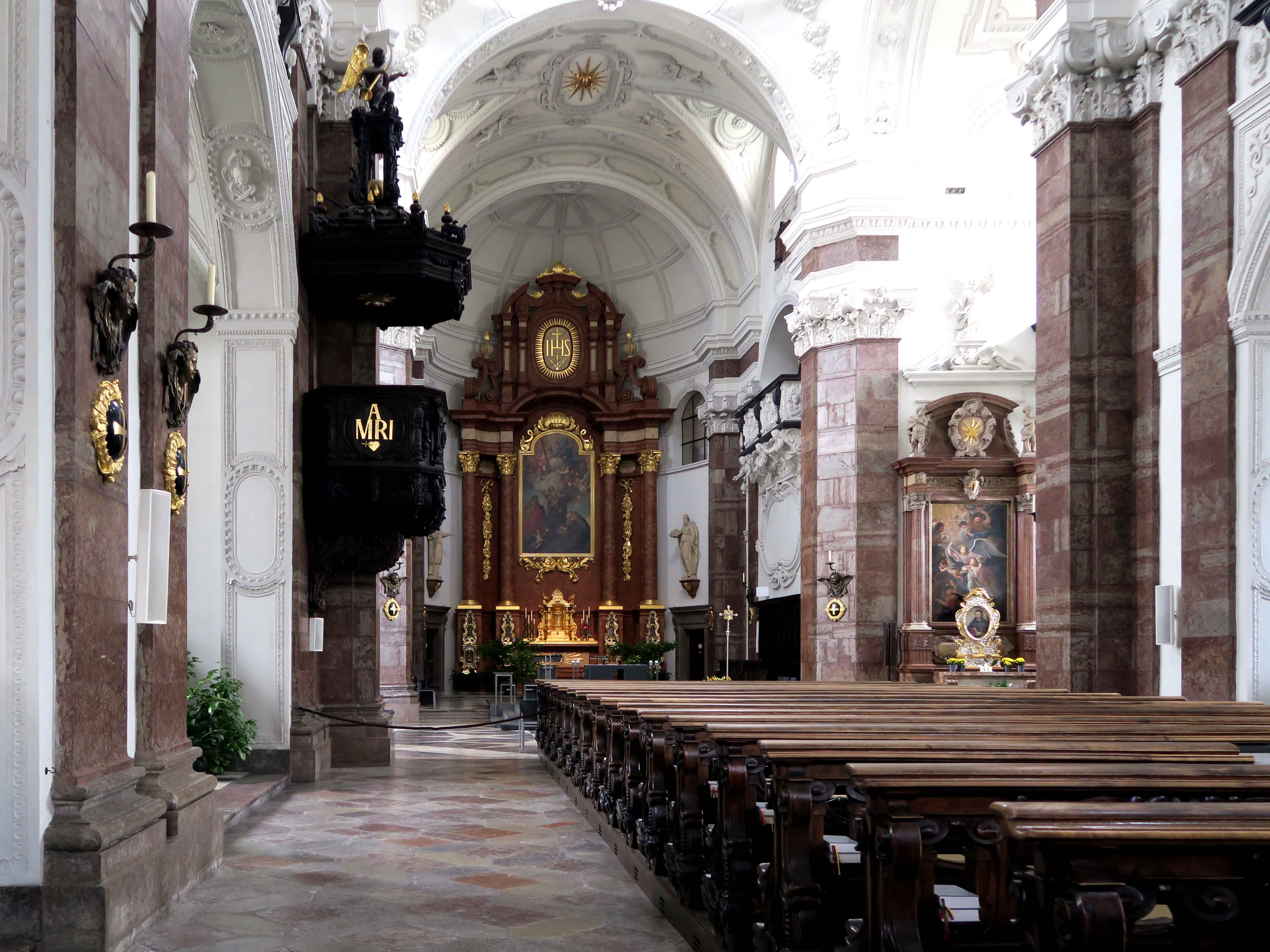
Церковь иезуитов в Инсбруке внутри

Орган для иезуитской церкви был построен в 1959 году компанией по производству органов E. F. Walcker & Cie. Заказ исходил от Антона Хейлера. Прибор с раздвижным затвором имеет 34 регистра на три руководства и педаль. В ходе общей реконструкции в 2004 году и в 2007—2008 годах расположение органа в церкви было немного изменено.

## Колокола
К 1901 году у церкви было четыре колокола 1579 и 1640 годов. Самый большой колокол под названием «Серебряный колокол», отлитый в 1597 году Гансом Христофом Леффлером весом 1300 кг и диаметром 1,30 метра, стал единственным сохранившимся из четырёх колоколов, когда в 1901 году монументальное кольцо из семи колоколов насчитывало 21 год существования. Он также пережил две мировые войны и позднее являлся единственным колоколом церкви в течение многих лет. По случаю 150-летия тирольской борьбы за свободу в 1959 году тирольские стрелковые роты пожертвовали храму большой колокол. Он был отлит колокольней Грассмейра в Инсбруке, освящен 19 июля того же года и повешен в северной башне. Так называемый колокол Стрелка, посвященный Святейшему Сердцу Иисуса, с весом более 9 тонн, диаметром 2,48 метра соответствует размерам бывшего большого колокола 1901 года. Поэтому Колокол Стрелка является четвертым по величине колоколом в Австрии. Он звучит каждую пятницу в 15:00, в час смерти Иисуса, и в самые важные церковные праздники. Оставшийся серебряный колокол 1579 года звенит для полуденной и вечерней службы, а для месс — по воскресеньям и будням. Колокольня не была расширена с 1959 года.

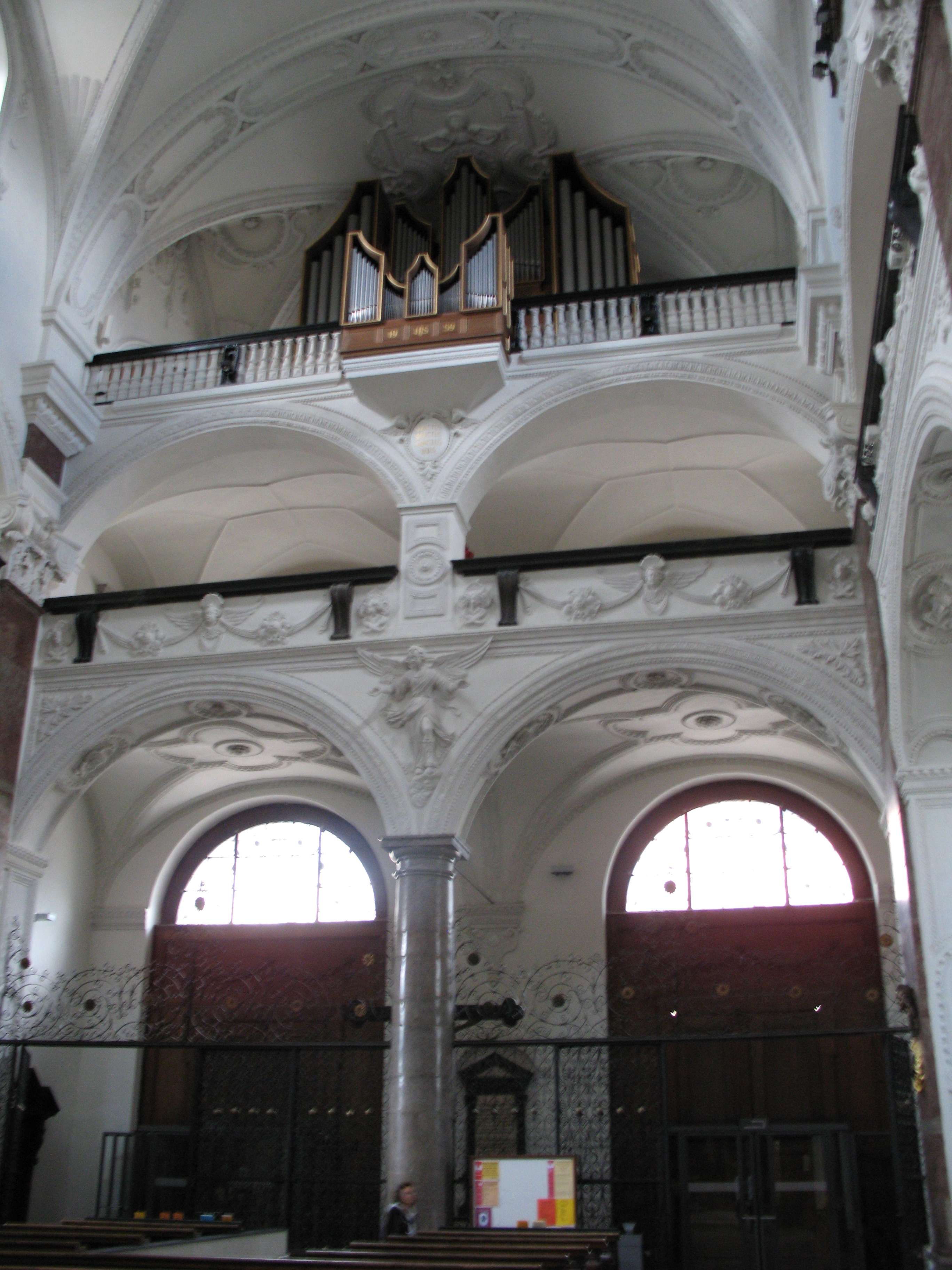
Вид на орган

## Место захоронения
В склепе похоронены одиннадцать членов графского дома, в том числе прихожане церкви: эрцгерцог Леопольд V, его жена Клавдия Медичи, его сыновья Фердинанд Карл и Сигизмунд Франц. Богослов Карл Ранер также похоронен в склепе церкви.